# Liste der Sieger der Grand-Slam-Turniere (Dameneinzel-Rollstuhl)
Die Liste der Sieger der Grand-Slam-Turniere im Dameneinzel (Rollstuhl) listet alle Grand-Slam-Siegerinnen bei den Rollstuhltennis-Dameneinzel seit 2002 auf. Das erste Grand-Slam-Turnier in dieser Wettbewerbsklasse wurde 2002 im Rahmen der Australian Open ausgetragen.

## Wettbewerbe
Farblegende: Grand Slam
| Jahr | Australian Open   | French Open       | Wimbledon                      | US Open                  |
| ---- | ----------------- | ----------------- | ------------------------------ | ------------------------ |
| 2002 | Esther Vergeer    |                   |                                |                          |
| 2003 | Esther Vergeer    |                   |                                |                          |
| 2004 | Esther Vergeer    |                   |                                |                          |
| 2005 | Mie Yaosa         |                   |                                | Esther Vergeer           |
| 2006 | Esther Vergeer    |                   |                                | Esther Vergeer           |
| 2007 | Esther Vergeer    | Esther Vergeer    |                                | Esther Vergeer           |
| 2008 | Esther Vergeer    | Esther Vergeer    |                                | Ausgefallen, Paralympics |
| 2009 | Esther Vergeer    | Esther Vergeer    |                                | Esther Vergeer           |
| 2010 | Korie Homan       | Esther Vergeer    |                                | Esther Vergeer           |
| 2011 | Esther Vergeer    | Esther Vergeer    |                                | Esther Vergeer           |
| 2012 | Esther Vergeer    | Esther Vergeer    |                                | Ausgefallen, Paralympics |
| 2013 | Aniek van Koot    | Sabine Ellerbrock |                                | Aniek van Koot           |
| 2014 | Sabine Ellerbrock | Yui Kamiji        |                                | Yui Kamiji               |
| 2015 | Jiske Griffioen   | Jiske Griffioen   |                                | Jordanne Whiley          |
| 2016 | Jiske Griffioen   | Marjolein Buis    | Jiske Griffioen                | Ausgefallen, Paralympics |
| 2017 | Yui Kamiji        | Yui Kamiji        | Diede de Groot                 | Yui Kamiji               |
| 2018 | Diede de Groot    | Yui Kamiji        | Diede de Groot                 | Diede de Groot           |
| 2019 | Diede de Groot    | Diede de Groot    | Aniek van Koot                 | Diede de Groot           |
| 2020 | Yui Kamiji        | Yui Kamiji        | Ausgefallen, COVID-19-Pandemie | Diede de Groot           |
| 2021 | Diede de Groot    | Diede de Groot    | Diede de Groot                 | Diede de Groot           |
| 2022 | Diede de Groot    | Diede de Groot    | Diede de Groot                 | Diede de Groot           |
| 2023 | Diede de Groot    | Diede de Groot    | Diede de Groot                 | Diede de Groot           |
| 2024 | Diede de Groot    | Diede de Groot    | Diede de Groot                 | Ausgefallen, Paralympics |
| 2025 | Yui Kamiji        | Yui Kamiji        | Wang Ziying                    |                          |

## Nationenwertung
Diese Liste führt solche Nationen an, die mindestens einen Grand-Slam-Titel gewonnen haben. 
| Platz | Land                   | gesamt | Australian Open | French Open | Wimbledon | US Open |
| ----- | ---------------------- | ------ | --------------- | ----------- | --------- | ------- |
| 1.    | Niederlande            | 53     | 19              | 13          | 8         | 13      |
| 2.    | Japan                  | 11     | 4               | 5           | 0         | 2       |
| 3.    | Deutschland            | 2      | 1               | 1           | 0         | 0       |
| 4.    | Vereinigtes Königreich | 1      | 0               | 0           | 0         | 1       |
| 4.    | Volksrepublik China    | 1      | 0               | 0           | 1         | 0       |